# Витченко, Александр Николаевич
Ви́тченко Алекса́ндр Никола́евич (бел. Аляксандр Мікалаевіч Вітчанка; род. 30 августа 1953, Минск) — географ, бывший заведующий кафедрой географической экологии, доктор географических наук, профессор.

## Биография
Родился 23 августа 1953 года в Минске. В 1970 году окончил СШ № 33 г. Минска.
В 1975 году окончил географический факультет БГУ. После окончания университета, по распределению, работал в Заводском РК ЛКСМ Беларуси. Через год пришел работать в лабораторию мелиорации ландшафтов (ныне лаборатория экологии ландшафтов) в качестве младшего научного сотрудника, где проработал до 1987 года. В это время члены лаборатории занимались изучением экологических последствий широкомасштабных мелиоративных работ, в частности, вопросами изменения структуры почв, ландшафтов и микроклимата осушенных территорий, деградации (сработки) торфа. Александр Николаевич попал в небольшую группу, которая изучала микроклиматические процессы на ранее осушенной территории Полесской болотной станции. Руководителем этой группы был известный белорусской климатолог профессор БГУ А. Х. Шкляр, который являлся научным руководителем дипломного проекта А. Н. Витченко, а затем привлек его к изучению микроклиматических особенностей торфяно-болотных почв.
Кроме научной деятельности, А. Н. Витченко активно включается в общественную жизнь факультета и университета: возглавляет комсомольскую организацию сотрудников и Совет молодых ученых географического факультета, является членом Советов молодых ученых БГУ и ЦК ЛКСМ Беларуси. Инициирует и организует проведение на базе БГУ ряда крупных Всесоюзных научных конференций молодых ученых, посвященных современным проблемам охраны окружающей среды и рационального природопользования. На одной из них он знакомится с известным специалистом в области агрометеорологии А. Н. Полевым, ныне профессором Одесского экологического университета, который станет затем его «научным отцом», руководителем кандидатской и консультантом докторской диссертаций.
В 1984 году защитил кандидатскую диссертацию «Агроэкологическая оценка сельскохозяйственной продуктивности ландшафтов Беларуси». В 1987 году перешел на работу в Минский государственный педагогический институт им. А. М. Горького (в настоящее время БГПУ им. Максима Танка). За время работы в этом учебном заведении прошел путь от старшего преподавателя до заведующего кафедрой физической географии. Разработал и читал ряд общих и специальных курсов лекций: «Физическая география СНГ», «Физическая география материков и океанов», «Основы биоклиматологии» и др.
В период работы в БГПУ уделял значительное внимание проблемам школьной географии, является одним из авторов «Концепции географического образования в базовой школе Республики Беларусь». В ней четко определяется роль школьной географии в обучении, воспитании и развитии человека XXI века, даются основные концептуальные положения разработки содержания школьной географии и ее общая характеристика по этапам обучения.
В 1991 году получил звание доцента. В 1996 году защитил докторскую диссертацию «Теоретические и прикладные основы оценки агроэкологического потенциала ландшафтов Беларуси». В 1999 году возвращается в БГУ на должность профессора кафедры географической экологии, получает звание профессора. В 2000 году был избран по конкурсу заведующим кафедрой географической экологии, которой и руководит до настоящего времени.

## Научная деятельность
Является ведущим специалистом в области геоэкологии, агроэкологии, биометеорологии и физической географии. Им разработаны вопросы теории, методики и практики оценки агроэкологического потенциала ПТК Беларуси, предложены новые методологические подходы к оценке воздействия погодных условий на человека с использованием ГИС технологий.
Внес важный вклад в изучение климата Беларуси. В частности, обосновал метод геоэкологической оценки климата, предложил методику, определил частные и интегральные показатели геоэкологической оценки климата. С его участием разработана географическая информационная система и алгоритм оценки воздействия климата на различные сферы хозяйственной деятельности. В результате коллективом исполнителей выполнена геоэкологическая оценка климата Беларуси применительно к строительству, эксплуатации зданий и сооружений, транспорта и средств связи, ветроэнергетике, сельскому хозяйству и рекреации. Разработаны предложения и возможные мероприятия, направленные на получение максимальных благ от использования климатических условий и ресурсов Беларуси при минимальных изменениях качества окружающей среды страны.
Имеет значительный опыт координации работ по выполнению фундаментальных и прикладных научных исследований в области рационального природопользования в рамках государственных и международных программ.
- Являлся научным руководителем Республиканской межвузовой программы фундаментальных исследований «Природно-хозяйственные регионы», которая выполнялась учеными БГУ, БГПУ, БГЭУ, Брестского, Витебского и Могилев- ского государственных университетов (2001—2005). В результате проведенных исследований разработаны теоретические и прикладные основы геоэкологической оценки качества окружающей среды Беларуси, предложено природно-хозяйственное районирование для целей рационального размещения территориальных систем природопользования. Выполнена экономико-географическая оценка характера демографического развития и трудоресурсных возможностей сельских поселений Беларуси.

- Являлся научным руководителем международного российско-белорусского проекта «Сравнительный анализ проблемных медико-социальных ситуаций в России (Алтайский край) и Республике Беларусь» (2005—2007).

- Руководил НИР МОРБ "Разработать новый метод оценки воздействия климата на различные сферы хозяйственной деятельности в Беларуси (2006—2008).
- Под руководством А. Н. Витченко успешно выполнена НИР по гранту БРФФИ «Геоэкологическая оценка комфортности климата крупных городов Беларуси», в которой даны теоретические обоснования и определены основные эколого-климатические показатели комфортности климата, предложена методика, создана база данных эколого-климатических показателей. Выполнена территориально дифференцированная геоэкологическая оценка комфортности климата городов Беларуси и предложен прогнозный сценарий её изменения к 2020 году (2009—2011).

- Принимает деятельное участие в выполнении двух проектов Tempus: «Анализ ситуации и проведение мероприятий по оценке подготовки специалистов в области охраны окружающей среды в Беларуси» и «Совершенствование образования в области экологического менеджмента». (2008—2012).

Уделяет значительное внимание интеграции науки и образования. При его активном участии разработаны и внедрены в учебный процесс образовательные стандарты и учебные планы по специальности «Геоэкология»; подготовлен авторский курс лекций «Геоэкология» и ряд оригинальных учебных программ по дисциплинам «Охрана окружающей среды», «Использование природных ресурсов и охрана природы». Является автором и соавтором 258 опубликованных научных и учебно-методических работ, в том числе 9 монографий, 11 учебных пособий и 2 курсов лекций.
Поддерживает творческие связи по предлагаемой к разработке проблеме с Институтом водных и экологических проблем Сибирского отделения Российской академии наук, Одесским государственным экологическим университетом, Санкт-Петербургским государственным университетом.
Является председателем экспертного совета ВАК Республики Беларусь и экспертного совета «Экология и науки о земле» Министерства образования Республики Беларусь, заместителем председателя Учебно-методическое объединение ВУЗов Республики Беларусь по экологическому образованию. Является членом Президиума НМС при Министерстве образования Республики Беларусь по дошкольному, общему среднему и специальному образованию, Координационного совета по образованию в интересах устойчивого развития, Ученого совета географического факультета БГУ, редакционных коллегий научно-теоретических журналов «Вестник БГУ» и « Весці БДПУ».
За годы своей научно-педагогической деятельности был неоднократно награждён Грамотами и Почетными грамотами Министерства образования Республики Беларусь (2003, 2006, 2009), БГПУ им. Максима Танка, БГУ. Имеет благодарность ВАК Республики Беларусь.

## Научные труды

### Статьи
1. Витченко А. Н., Брилевский М. Н. Геоэкология — теоретическая и методологическая основа рационального природопользования //Брестский географический вестник, том 1, выпуск 1.(Географические и геоэкологические проблемы Полесского региона) — Брест, — 152 с. Архивная копия от 28 июля 2020 на Wayback Machine
2. Витченко А. Н. Прогнозный сценарий изменения комфортности климата крупных городов Беларуси // Региональные эффекты глобальных изменений климата (причины, следствия, прогнозы): Материалы Международной научной конференции (г. Воронеж, 26-27 июня 2012 г.). — Воронеж: Издательство «Научная книга», 2012. — С. 377—380. Архивная копия от 29 июня 2020 на Wayback Machine
3. Витченко А.Н., Телеш И.А. Геоэкологическая оценка комфортности климата областных городов Беларуси // Проблемы природопользования: итоги и перспективы: Материалы Междунар. научн. конф., г. Минск, 21-23 ноября 2012 г. / Нац. акад. наук Беларуси [ и др.]; редкол.: А.К. Карабанов [ и др.]. – Минск: Минсктиппроект, 2012. – С. 116-119.
4. Витченко А. Н. Геоэкологическая оценка природно-антропогенных геосистем Беларуси/ А. Н. Витченко, Г. И. Марцинкевич, М. Н. Брилевский, Н. В. Гагина, И. И. Счастная// Вестник БГУ. Сер.2, Химия, Биология, География. — 2006. — № 3. — С. 78-84. Архивная копия от 28 июня 2020 на Wayback Machine
5. Витченко А. Н., Счастная И. И. IV Международная научная конференция «Современные проблемы ландшафтоведения и геоэкологии» // Вестник БГУ. Сер.2. 2009. № 1. — С. 112 −113. Архивная копия от 28 июля 2020 на Wayback Machine
6. Витченко А. Н., Телеш И. А. Методика геоэкологической оценки комфортности климата городов // Вестник БГУ. Сер.2, Химия, Биология, География. — 2007. — № 2. — С. 99-104. Архивная копия от 11 июня 2020 на Wayback Machine

### Учебники, курсы лекций
1. Витченко А. Н. Физическая география океанов: Курс лекций/ А. Витченко. — Минск: БГПУ им. М. Танка, 1998. — 93 с.
2. Гурскі Б. М., Кудло К. К., Вітчанка А. М. і інш. Фізічная геаграфія Беларусі: Вучэбны дапапожнік/ Б. М. Гурскі, К. К. Кудло, А. М. Вітчанка і інш. Пад рэд. Б. М. Гурскага, К. К. Кудло — Мінск: Універсітэцкае, 1995. — 181 с.
3. Экологическая политика и экологические риски Республики Беларусь. Под редакцией доктора географических наук, профессора А. Н. Витченко /А. Н. Витченко, Л. М. Харитонова, И. А. Телеш, М. Н. Брилевский, В. А. Бакарасов, Н. В. Гагина. — Минск Издательский центр БГУ, 2011. — 120 с.

### Монографии
1. Математические методы оценки агроклиматических ресурсов/ В. А. Жуков, А. Н. Полевой, А. Н. Витченко, С. А. Даниэлов. — Л.: Гидрометеоиздат, 1989. — 208 с.
2. Рациональное природопользование Белорусского Поозерья — Минск: Институт геологии, геохимии и геофизики АН Беларуси, 1993. — 202 с.
3. География Могилевской области: монография /под общ. ред. И. И. Пирожника, И. Н. Шарухо. — Могилев: МГУ им. А. А. Кулешова, 2004. — 420 с.
4. Природно-хозяйственные регионы Беларуси: монография / под науч. ред. А. Н. Витченко. — Мн.: БГПУ, 2005. — 278 с.
5. Структура географической среды и ландшафтное разнообразие Беларуси: монография / под науч. ред. И. И. Пирожника, Г. И. Марцинкевич. — Минск: БГУ, 2006. — 194 с.
6. Анализ ситуации по подготовке в Республике Беларусь специалистов в области охраны окружающей среды. — Минск, БЕЛСЭНС, 2008. — 176

### Научные статьи, тезисы, доклады
1. Витченко, А. Н. Оценка возможного изменения комфортности климата городов Беларуси / А. Н. Витченко, И. А. Телеш // Научно-методическое обеспечение деятельности по охране окружающей среды: проблемы и перспективы: материалы науч.- практич. конф. Минск, 3 июня 2011 г. / РУП "Бел НИЦ «Экология». — Минск, 2011. — С. 68-77.
2. Витченко А. Н., Телеш И. А. «Геоэкологическая оценка комфортности климата урбанизированных территорий» // Современные проблемы безопасности жизнедеятельности: опыт, проблемы, поиски решений: Материалы Международной научно-практической конференции. Часть I / Под. Общ. ред. д-ра техн. наук, проф. Р. Н. Минниханов. — Казань: ГУ «Научный центр безопасности жизнедеятельности детей», 2010. — С. 170—176.
3. Витченко А. Н., Телеш И. А. «Геоэкологическая оценка комфортности климата крупных городов» // Геоэкологические проблемы современности: Материалы 3-й Международной конференции, Владимир, 23-25 сентября 2010 г. — Владимир: ВГГУ,. 2010. — С. 7-9.
4. Витченко А. Н., «Международный проект „Совершенствование образования в области экологического менеджмента“ (144746-TEMPUS-2008-RU-JPCR)» // Система географического образования Беларуси в условиях инновационного развития: Материалы Республиканской научно-практической конференции, Минск, 21-23 октября 2010 г. — Минск: Издательский центр БГУ,. 2010. — С. 14-17.
5. Витченко А. Н. Менеджмент качества высшего образования в области охраны окружающей среды // Состояние и проблемы развития высшего образования в рамках Союзного государства. Материалы Международной научно-практической конференции, г. Минск, Республика Беларусь, 13-15 октября 2009 г., . — Минск, 2009. — С. 377—382. — 1 электрон. опт. диск (CD-ROM).